# KDE e.V.
KDE e.V.は法的、財務的実体としてKDEコミュニティを代表する非営利団体である。KDE e.V.は現金、ハードウェア、その他の寄付金でKDEの活動を支援し、寄付金はKDE開発の支援に使用されるが、開発に影響を与えるものではない。「e.V.」は「eingetragener Verein（登録社団）」の略である。KDE e.V.のロゴの上にある3つの旗は、コミュニティのサポート、コミュニティの代表、コミュニティの統治というKDE e.V.の3つの主なタスクを表している。  

## 歴史
1997年8月、ドイツのアルンスベルクでKDE Oneが開催された。これは15人の参加者による最初のKDEコミュニティミーティングで、予算は14,000 DEM (7,158 EUR)であった。マティアス・カレ・ダルハイマーは、ミーティングを運営するために数千ドルを自分の個人口座から流用するのは得策ではないと気づき、組織を設立したいと考えた。1997年11月、マティアス・エトリッヒとマティアス・カレ・ダルハイマーは、ドイツの法律に基づいてテュービンゲンでKDE e.V.を協会として登録し、会長と副会長になった。さらに、登録社団を設立するために必要な最小人数(7人)を満たすために、同居人や友人に連絡を取る必要があった。
1999年10月、KDE Twoの理事会に以下の候補者が選出され、Kurt Granrothが会長、Chris Schlägerが副会長、Mirko Boehmが会計、Preston Brownが理事に就任した。2002年8月、KDE e.V.の会議で以下の候補者が理事会に選出され、Matthias Kalle Dalheimerが会長、Mirko Boehmが会計、Eva BrucherseiferとRalf Noldenが理事に就任した。
2005年8月26日、KDE e.V.の会議で以下の候補者が理事会に選出され、会長はEva Brucherseifer、副会長はCornelius Schumacher、会計はMirko Boehm、理事はAaron Seigoであった。2006年10月15日、マーク・シャトルワースがKDEの最初のパトロンになった。また、2007年2月28日、TrolltechがKDEの最初の企業パトロンになった。
2007年7月2日、KDE e.V.の会議で次の候補者が理事会に選出された。会長はAaron Seigo、副会長はCornelius SchumacherとAdriaan de Groot、理事はSebastian KüglerとKlaas Freitagであった。2007年7月3日、KDABがKDEのパトロンになった。2007年7月7日、Intel CorporationとNovellもKDEのパトロンになった。2008年4月4日、KDE e.V.とWikimedia Deutschlandはフランクフルトに共同オフィスを開設し、最初のKDE e.V.従業員を迎えた。
2009年7月、KDE e.V.の理事会に次の候補者が選出された。コーネリアス・シューマッハーが会長に、アドリアーン・デ・グルートとフランク・カーリチェックが副会長に、セバスチャン・キュグラーとセレステ・リン・ポールが理事に就任した。2009年9月、KDE e.V.とフリーソフトウェア財団ヨーロッパ（FSFE）はベルリンの共有オフィスに移転した。2010年1月、Googleがサポートメンバーになった。2010年6月9日、KDE e.V.は「Join the Game（ゲームに参加しよう）」キャンペーンを開始した。これは、個人がサポートメンバーになるという考えを促進するもので、KDEを支援したいが、そのための十分な時間がない人のために用意されている。フリーソフトウェア財団ヨーロッパ（FSFE）の創設者であるゲオルグ・グレーベが最初に「ゲームに参加」した人物であった。

## 組織
| 現在の理事会 | 現在の理事会          |
| 役職         | 名前                  |
| ------------ | --------------------- |
| 会長         | Aleix Pol González    |
| 副会長       | Lydia Pintscher       |
| 会計と副会長 | Eike Hein             |
| 理事         | Neofytos Kolokotronis |
| 理事         | Adriaan de Groot      |

KDE e.V.には、アクティブメンバー（Active members）、臨時メンバー（Extraordinary members）、サポートメンバー（Supporting Members）の3種類のメンバーシップがあり、自然人と法人の両方がメンバーになることができる。アクティブメンバーは、KDEコミュニティに貢献している。サポートメンバーは、財政的貢献を通じてKDEをサポートしており、basysKom GmbH、Digia、Sirius Corporation Ltd、Googleで構成されている。KDEのパトロン（Patron of KDE）は、サポートメンバーの最高レベルで、SUSE、Klarälvdalens Datakonsult AB、ノキアで構成されている。協会のすべてのメンバーは、総会に出席するよう招待されている。総会は、多くの場合、Akademyの一環として開催される。  
理事会は、協会の運営に責任を負っている。理事会は、総会で選出された5人のメンバーで構成されている。KDE e.V.のオフィスはベルリンにあり、ビジネスマネージャーと呼ばれる有給管理従業員が1人在籍している。ビジネスマネージャーは、日常業務、リソースの取得、インターンの管理をフルタイムで担当する。KDE e.V.は資格のある学生にインターンシップを提供している。スペインでは、KDE e.V.の公式代表者はKDE Españaである。KDE e.V.はFSFEの関連組織であり、Open Invention Networkのライセンシーである。

## 活動
KDE e.V.は、開発者スプリント、Camp KDE、Akademyなどのイベントを企画し、助成している。KDEコミュニティに関する法的問題も扱っている。  
ワーキンググループは、KDE内のいくつかの役割を整理し、KDEの各部間のコミュニケーションを強化する構造である。現在、アクティブなワーキンググループは、コミュニティワーキンググループ(CWG)、マーケティングワーキンググループ(MWG)、およびシステム管理ワーキンググループ(sysadmin)である。解散したワーキンググループは、ヒューマンコンピュータインタラクションワーキンググループ(HCI WG)および技術ワーキンググループ(TWG)である。  
システム管理ワーキンググループは、KDEサーバーの管理を担当している。マーケティングワーキンググループは、2005年11月に設立され、マーケティングとプロモーションの調整を支援している。現在のメンバーは、Troy Unrau、Franz Keferböck、およびWade Olsonである。コミュニティワーキンググループは、2008年8月に設立され、必要に応じてコミュニティのアドバイスを提供している。  
技術ワーキンググループは、計画とリリースの調整を行う。さらに、さまざまなプログラムがモジュールに統合され、モジュール間および外部ソフトウェアへの依存関係が許可される必要があるため、どのソフトウェアをKDEに含めるか、または削除するかを決定する必要がある。さらに、プロジェクトと製品の開発者間の連絡窓口として、KDEに関連する一般的な技術的な質問に対応する。1年後、技術ワーキンググループは、KDE e.V.から独立したリリースチームに置き換えられた。  